# Albertson Van Zo Post
Albertson Van Zo Post (Cincinnati, 28 de julho de 1866 – 23 de janeiro de 1938) foi um esgrimista estadunidense, bicampeão olímpico.
Albertson Van Zo Post representou seu país nos Jogos Olímpicos de Verão de 1904, 1912. Conseguiu a medalha de ouro no florete por equipes misto, e no bastão em 1904.
Ele também foi autor, escrevendo os romances Retz (1908) e Diana Ardway (1913), o último dos quais foi adaptado para a comédia para o cinema mudo de 1919 Satan Junior.